# La Guardia de Jaén
La Guardia de Jaén es un municipio y localidad española de la provincia de Jaén, en la comunidad autónoma de Andalucía. El término municipal, ubicado en la  situado en la parte oriental de la comarca Metropolitana de Jaén, tiene una población de 5218 habitantes (INE 2024). Limita con los municipios de Mancha Real, Pegalajar y Jaén. Por su término discurre el río Guadalbullón. La Guardia de Jaén fue la Mentesa Bastia en la Historia antigua, también Mentessa o Mantißa en otros periodos, denominada en ocasiones simplemente como La Guardia en la zona.

## Geografía
Se localiza en el extremo occidental de Sierra Mágina, emplazándose sobre el Cerro de San Marcos, junto al promontorio del Cerro de San Cristóbal.
Habitada desde el Neolítico (yacimiento de «Cueva Cabrera»), su posición estratégica dominando el valle del río Guadalbullón le otorgó gran protagonismo e importancia, tanto política como militar, en la zona hasta prácticamente el final de la Guerra de Granada.
Está situada a 635 m sobre el nivel el mar ocupando una extensión de 38,43 km². Se encuentra a unos 10 km al sureste de la ciudad de Jaén, siendo el municipio más cercano y mejor comunicado con la capital gracias a las tres vías que las unen: carretera del Puente Jontoya (JA-3200), carretera de Sierra Nevada (nacional N-323) y autovía Bailén-Motril (A44/E-902).

## Toponimia
La primera referencia al actual término de La Guardia es la de El Atlante Español de Bernardo Espinalt. Según este autor: los romanos la llamaron en primera instancia Guardia, debido a la veneración del dios Genio, «guarda de cada uno», en la ciudad.
No obstante, las referencias a La Guardia siguieron siendo Mentesa Bastia (Bastiam, Bastetana, Bastetanorum, Bastitana...) o simplemente Mentesa ya en época visigoda o incluso Montija (aunque Montija parece referirse a la Mentesa Oretana). En la época árabe La Guardia aparece como Mantïssa y Wâdi ‘Abd Allâh durante el tiempo en que fue capital de la de Cora de Yayyán.
Es en La Reconquista cuando La Guardia adquiere el topónimo de La Guardia de Jaén, debido a su papel en la defensa de la frontera castellana (por ser frontera y guardia del territorio giennense) y, en cierta manera, a su tradicional papel de defensa fronteriza de unos bandos y otros.
Hasta la reforma de la nomenclatura municipal de 1916 el municipio se llamaba simplemente La Guardia. En dicha fecha su nombre fue modificado por el de La Guardia de Jaén.

## Símbolos

### Heráldica
El inicio del expediente para el nuevo escudo, así como la bandera, de La Guardia de Jaén, fueron aprobados por la corporación municipal del consistorio el día 16 de mayo de 2005 e inscritos en el Registro Andaluz de Entidades Locales, tras aprobación, el 25 de octubre de 2005.

#### Escudo
El Ayuntamiento de La Guardia inicia hacia 2004 las investigaciones pertinentes acerca de los actuales símbolos representativos de La Guardia. De dichas investigaciones se obtiene que el escudo —y la bandera— que en su día se adoptó está mal formado de acuerdo a la heráldica y simbología. Así pues, se inicia el expediente para realizar e inscribir los nuevos símbolos: escudo y bandera.
Los hechos y cambios fundamentales eran que a La Guardia le pertenecía un castillo en sus símbolos, identificativo de una fortaleza defensiva en lugar de simple vigía, y no una atalaya o torre, además de los colores tradicionales del municipio: azul y amarillo (colores de las armas del 1.er marqués de La Guardia — López de Haro, citado por Hobbs) en lugar de azul y blanco.

#### Bandera
Así mismo, la bandera oficial de La Guardia también cambia sus colores y diseño. Anteriormente fajada en azul y blanco con el escudo y dos llaves en el centro, ahora es fajada de azul y amarillo con el único símbolo del castillo que lleva el escudo, también en el centro.

Bandera rectangular de proporciones 2:3, formada por cinco franjas verticales en proporciones 1/8, 1/8, 1/2, 1/8 y 1/8, siendo azules las exteriores, amarillas las intermedias y azul con un castillo amarillo mazonado de sable y aclarado de azul la central.
BOJA

## Geografía

### Localización
El término municipal de La Guardia de Jaén ocupa una extensión de 38,43 km² junto al valle del río Guadalbullón, a unos 10 km al sureste de la ciudad de Jaén entre el Cerro o Peñas de San Cristóbal y la Dehesa Boyal de la Sierrezuela de Pegalajar. Abarcando un perímetro de 27.410,8 metros. Se encuentra representado en la hoja 947 del Mapa Topográfico Nacional.

Su principal núcleo poblacional se emplaza en la ladera este del San Marcos, al sudeste del casco antiguo a 635 metros sobre el nivel el mar, desplegándose desde media ladera bajo su castillo árabe, antiguo oppidum ibérico, a lo largo del valle del río Guadalbullón.
| Noroeste: Jaén | Norte: Jaén           | Noreste: Jaén y Mancha Real   |
| Oeste: Jaén    |                       | Este: Mancha Real y Pegalajar |
| Suroeste: Jaén | Sur: Jaén y Pegalajar | Sureste: Pegalajar            |

## Historia
La Guardia es una localidad rica en historia dado el número de culturas que han pasado por ella a lo largo del tiempo, desde la época romana hasta la Reconquista. La mayoría de historiadores concuerdan que su emplazamiento corresponde a la «Mentesa Bastia» de las fuentes antiguas, de Plinio (NH) y de Polibio; a la Mentesa romana y visigoda, y a la Mantißa musulmana (Ibn Hayyan, Al-Razi, Ibn Galib, Al-Muqaddasi).

### Mentesa Bastia
La Guardia de Jaén, si bien en la actualidad posee un interés histórico monumental basado principalmente en el antiguo convento de Santo Domingo y su enorme y antiguo castillo, de época árabe; ostenta un papel histórico mucho más relevante derivado del prestigio del que gozó esta población ya en épocas anteriores:
Al margen de su importante papel fronterizo entre Castilla y Granada, lo que distingue a La Guardia de otras zonas fronterizas de la región es la localización de una antigua e ilustre población asentada en su ubicación actual durante siglos.

Una célebre e importante ciudad durante época romana, visigoda y gran parte de la musulmana llamada Mentesa (Bastia, Bastetanorum, Mantißa).

#### Ubicación de Mentesa Bastia
En este sentido, es importante destacar la clásica confusión histórica con la Mentesa Oretana (Villanueva de la Fuente en Ciudad Real por los autores más actuales y Santo Tomé en Jaén por otros como Flórez, Argote de Molina o Pedro Suárez), ya que ambas tuvieron obispado entre otras circunstancias similares.
Dicha confusión parte -en el caso que nos ocupa, La Guardia- de la complejidad étnica en la zona fronteriza del sudeste de la provincia de Jaén (entre las desembocaduras de los ríos Guadiana Menor y Guadalbullón). Con Túrdulos al oeste, Oretanos al norte y Bastetanos al sur, posiblemente los mentesanos (entre oretanos y bastetanos) obtuvieran su topónimo discriminante para, o bien delimitar las distintas etnias con las que compartían frontera, o bien por pertenecer a dichas etnias. En este sentido, los hallazgos arqueológicos (necrópolis Eras de San Sebastián entre otros) delatan costumbres funerarias pertenecientes a los bastetanos, a diferencia por ejemplo de Cástulo, capital de los oretanos a tan solo unos 50 km al norte de La Guardia.
La Mentesa oretana es la que menciona Ptolomeo y que Plinio, entre otros, se encarga de diferenciar de la bastetana, Mentesa Bastia, esta última, la más cercana al Jaén actual y la del tramo Viniolis-Mentesa perteneciente a la vía Acci (Guadix)-Castulo (Linares) en la Vía Augusta, como prueban algunos de los miliarios encontrados en la zona.
La Mentesa Bastitana, como la llama Céan Bermúdez, era la 32.ª y última mansión de la vía militar que bajaba desde los Pirineos a Cazlona.
Como se ha mencionado, la gran mayoría de los historiadores concuerdan que la Mentesa a la que se refiere Plinio (Mentesani qui est Bastuli), el cual se encarga también de diferenciarla de la Oretana y situarla en Jaén, es Mentesa Bastia, situada en La Guardia. La Bastetana del Itinerario de Antonino, la Mentesa de Livio mencionada en la guerra entre Nerón y Asdrúbal cerca de Iliturgi (Mengíbar); la Mantissa o Mentissa (también Montija) de las fuentes árabes (capital de la Cora de Yayyan) y la Mentesa a la que se refiere el arzobispo de Toledo, don Rodrigo, como arrasada por Tariq, entre otros.
Pese a ello y una vez más, su ubicación limítrofe la ha situado por algunos autores modernos -como el Centro de Investigación de la Academia de las Ciencias de Heidelberg (Alemania), el Centro de Ediciones de la Diputación de Málaga o la Universidad de Alcalá de Henares- en la Bética al igual que Tucci (Martos). Un hecho que habitualmente se ha asumido por motivos geográficos más que por políticos quedando habitualmente en el Conventus Carthaginense.

#### Inscripciones
Algunas de las pruebas de ello son las inscripciones epigráficas de la zona, con especial relevancia de dos de ellas observadas por Rus Puerta, Enrique Flórez (siglo XVIII) y Hübner (siglo XIX) (la 5,4 reproducida en yeso en el MAN de Madrid por M. de Góngora) en las que se asegura específicamente que aquella plaza es Mentesa y no otra.
| CIL II2 5,3 VESTAE AVG. SACRVM TI. CLAVDIVS FELIX TIB. CLAVDII FORTVNATI LIB. ACCEPTO LOCO AB ORDINE MENTESANOR OB HONOREM VI VIRATUS D. S. P. D. D. CIL II2 5,3 CONSAGRADO A VESTA AUGUSTA TIBERIO CLAUDIO FELIX LIBERTO DE T. CLAUDIO FORTUNATO HABIENDO RECIBIDO EL LUGAR DE LAS AUTORIDADES DE LOS MENTESANOS POR EL HONOR DEL SEVIRATO DIO Y DEDICÓ A SU COSTA (ESTE MONUMENTO) Jiménez Cobo (2004) y Ceán Bermúdez (1832) | CIL II2 5,4 AGRIPINAE. CAESARIS AVGVSTI GERMANICI MATRI Q. FABIVS HISPANVS FLAMEN AVGVS. DECRETO ORDINIS DED. CIL II2 5,4 A AGRIPINA MADRE DEL CESAR AUGUSTO GERMANICO QUINTO FABIO HISPANO SACERDOTE DE AUGUSTO LO DEDICÓ POR DECRETO DE LAS AUTORIDADES Jiménez Cobo (2004) |

«Está en la Ermita de San Pedro de la Guardia en una esquina; y es Dedicación hecha por Quinto Fabio Hispano, Sacerdote Augustal, con orden del Ayuntamiento, a Agripina, Madre de Cayo Cesar Augusto Germánico, llamado vulgarmente Calígula; y es Inscripción estimable por sus conceptos individuales, bastándonos para muestra de la Población Romana, y de sus Antiguedades; que junta con la precedente (inscripción CIL II2 5,3) obliga á confesar haberse llamado Mentesa aquel lugar. Asi lo reconoció el Arzobispo de Toledo Don Rodrigo, diciendo (lib. 3. c.22. la): que Taric destruyó a Mentesa, sita junto á Jaén: "Vf Hit Mentesam prope Giennium, et Civitatem funditus dissipavit"»
Flórez, Enrique; España Sagrada (1766)

### Línea de Tiempo

#### Prehistoria
Los yacimientos arqueológicos de la zona atestiguan que fue habitada unos 4000 años antes de Cristo.
Los primeros asentamientos humanos de la zona se localizan en Cueva Cabrera (en el actual camino de la zona recreativa «Allanadas de San Sebastián») y la Cámara Sepulcral los Corralejos o Corredor (Edad del Cobre), ambos de época neolítica.

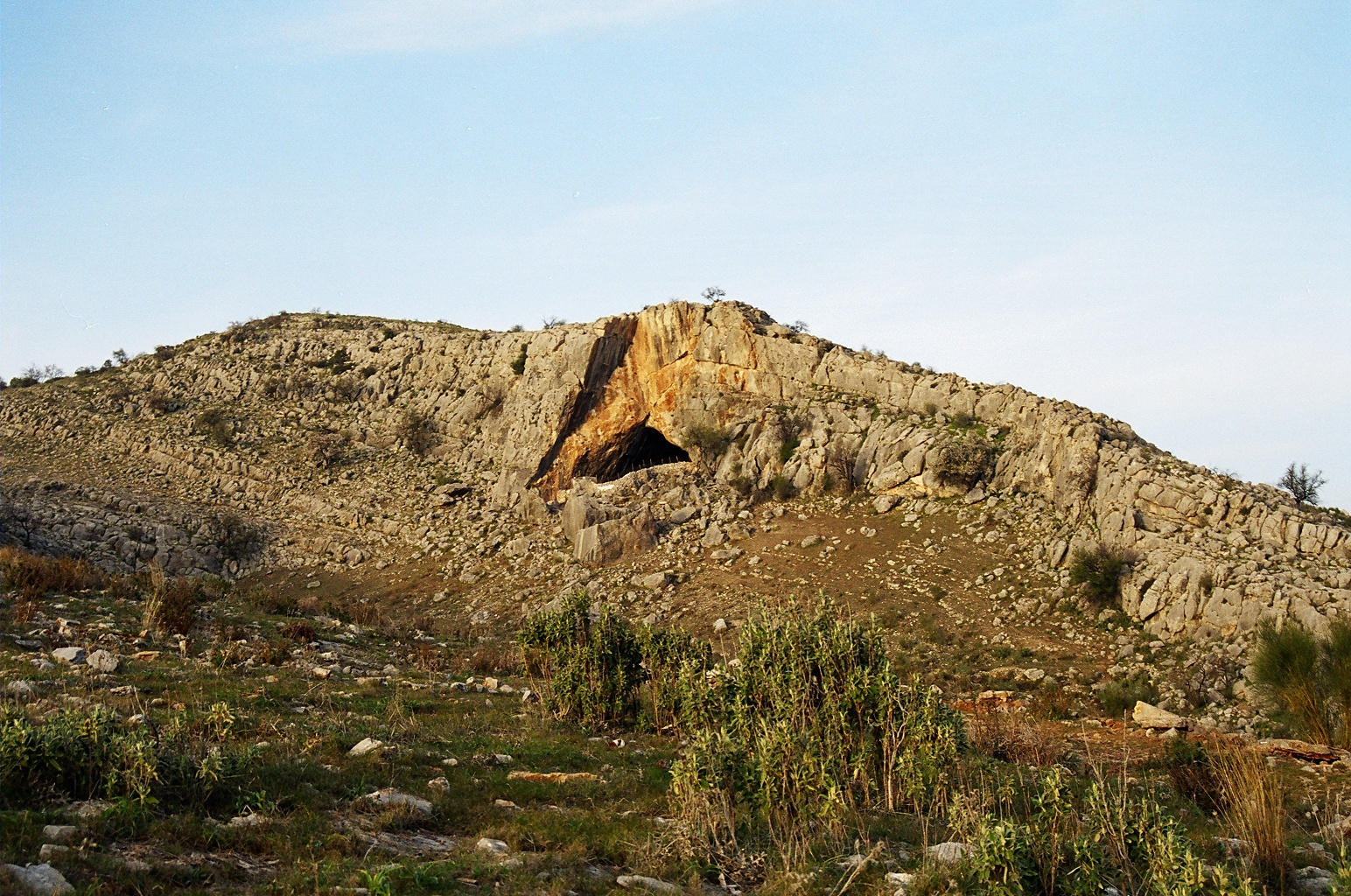
Cueva Cabrera. Primeros asentamientos humanos.

#### Edad Antigua

##### Época Íbera
La Guardia fue un importante oppidum ibérico, probablemente situado en las Eras de San Sebastián, el cual la mayoría de los investigadores, algunos de la talla de Leopoldo Torres Balbás, concuerdan en que fue la importante Mentesa Bastia o Mentesa Bastetana, 1500 años antes de Cristo.
Dicho oppidum de la antigua Mentesa, es mencionado por Plinio y fue destacamento romano de la Hispania Citerior.
En los enterramientos de dichas eras se encontraron más de 30 tumbas excavadas en la roca así como urnas cinerarias con sus ajuares, otros utensilios y diversos tipos de restos de cerámica, escudos y adornos. Dichas costumbres funerarias delatan un origen bastetano, a diferencia de por ejemplo Cástulo, capital de la Oretania, que ilustra la complejidad étnica en la zona fronteriza del sudeste de la provincia de Jaén.

##### Época romana
Posteriormente es ocupada —fundada según «El Atlante Español» de Bernardo Espinalt— por los romanos (Mentesa Bastetanorum), alcanzando su máxima importancia y alto estatus como municipio romano privilegiado (siglo I), tal y como demuestra su historia epigráfica. Una ciudad fuerte desde el punto de vista económico, político y social ya que, pese a la decadencia de las ciudades en la crisis del siglo III, mantendría su influencia en la zona hasta la época árabe (siglo VIII).
Con una población de «mentesanos» que llegó a alcanzar, según Ximena en «Los anales de Jaén», los 5000 habitantes, inicialmente es citada por Plinio como ciudad estipendiaria, pero en el mismo siglo I ya aparece como municipio romano (municipium) cuando se menciona al senado de la ciudad Ordo Mentesanus (ordine mentesano) en la inscripción 5,4 entre otras, además de las que citan los cargos de decurión, seviratos y seviros augustales en las anteriormente citadas (CIL II2 5,8; 5,4; 5,3.7.8.10; 5.6).
| DEO MANIVM CALFVRNIAE L.F. SCANTURAE. HVIC ORDO MENTESANVS FVN DVM PATRIAE PVBLICVM OB ME RITA DEDERAT. Transcripción: Deo Manium Calfurniae / L(ucii) f(iliae) Scanturae / huic ordo mentesanus fun / dum patriae publicum ob me / rita dederat. Traducción: Al dios del alma de Calpurnia Scantura, hija de Lucio, el orden mentesano le había dado aquí, en su patria, una heredad pública por sus méritos. CIL II, PÁG. 457, No 3.378 | VAERIAE / FORTUNATAE / L. FABIVS / GLYCON / VXORI / D D / ACCEPTO LOCO / AB ORDINE ME / MENTESANO. Transcripción: Valeriae / Fotunatae / L(ucius) Fabius / Glycon / uxori / d(onat) d(edicat) / accepto loco / ab ordine / Mentesano. Traducción: Lucio Fabio Glycón lo dona y dedica a su mujer, Valeria Fortunata, habiendo recibido el lugar del orden mentesano. Guerrero Pulido (1988); Martínez de Mazas y Ceán Bermúdez. |

Según algunas fuentes y en una época ya más avanzada, se la denominó con el término actual de Guardia, debido a la veneración en la localidad del dios Genio, «guarda de cada uno».
| Los Romanos fueron los fundadores de ella según demuestran varias inscripciones, en donde veneran al Dios Genio, guarda de cada uno, por lo qual la llamaron Guardia. «El Atlante Español», Bernardo Espinalt | DEO TVTEL. GENIO MENTES. AL DIOS TUTELAR, GENIO DE LOS MENTESANOS La inscripción CIL II2 5,2, atribuida entre otros por Hübner y Jiménez Cobo (2004) a La Guardia. |

Dicha obra anterior, también cita las fuentes termales, de las que habla Plinio o Polibio, hasta un total de siete y que sanan «[...]doleres de hijada, obstrucciones, melancolía y mal de piedra», así como la tradición del manantial de oro en el cerro San Cristóbal.
El oro de sus minas en esta época, gozaba de gran popularidad dado el alto grado de calidad en cualidades tales como su pureza y finura. Este iba destinado directamente a Roma engarzando joyas de emperadores y tribunos. Una villa rica y próspera repleta de suntuosos palacios, baños públicos y templos tal y como describen los escritos de Plinio (Celeberrini Stipendiariorum) o los de Polibio y como lo confirman las inscripciones epigráficas de la zona.
También fue Ceca romana, lo cual impulsó su importancia y desarrollo en época visigoda.

#### Edad Media

##### Época Visigoda

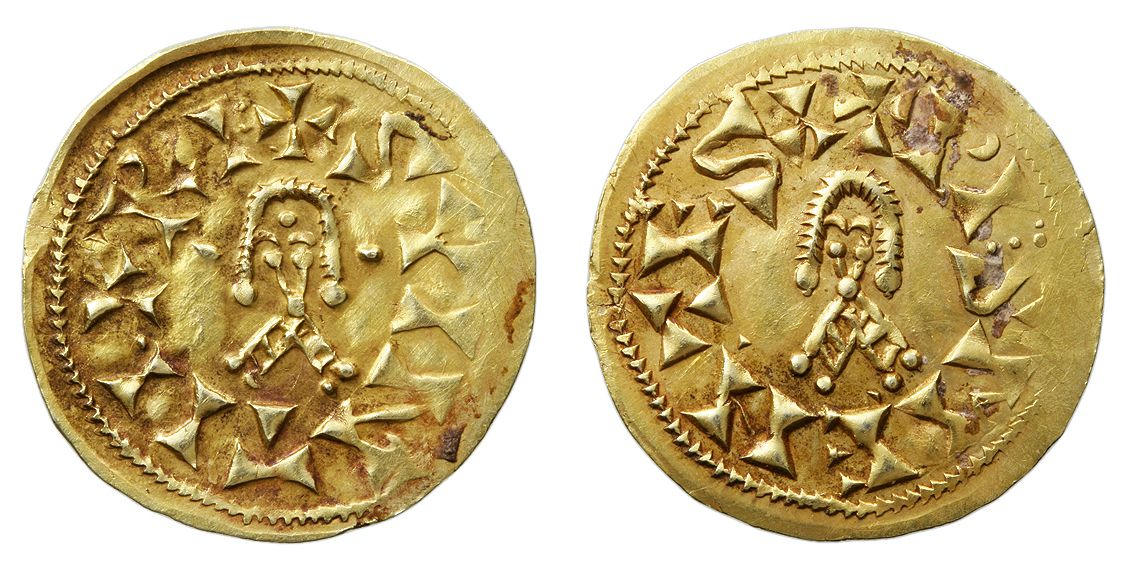
Tremís del rey visigodo Suintila, acuñado en Mentesa.

Durante la etapa visigoda, Mentesa, o Montija, perteneció a la provincia Cartaginense ubicándose en el límite sureste entre la misma y la Bética del periodo romano, fiel a su futura tradición fronteriza. Así, era la última ciudad oretana que dividía este pueblo de los vecinos bástulos, aunque seguramente nunca perteneció a bastetanos ni estuvo bajo el control bizantino, pese a la cercanía de la frontera con estos últimos; como prueban los hechos acaecidos con el secuestro temporal del obispo Cecilio de Mentesa, mencionado en la 1.ª ley del Liber Iudiciorum y en estrecha relación con Sisebuto.
Cabecera de diócesis, era una de las tres sedes episcopales en la zona de Jaén: Mentesa (La Guardia), Beatia (Baeza) y Tucci (Martos) ya en la Bética, siendo quizá las tres poblaciones más importantes de Jaén; fue el mayor enclave de la comarca gracias a su relevancia heredada de la época romana, a la presencia bizantina en la zona y a su posición estratégica sobre el valle del Río Guadalbullón. Algunos miliarios encontrados en la zona atestiguan la ubicación del tramo Viniolis-Mentesa de la Vía Acci-Castulo en esta ciudad.
Fuertemente defendida, desde Mentesa se podía controlar la Vía Augusta (Vía Hercúlea) entre otros caminos y calzadas que unían Levante con Turdetania hasta el pasado imperio de Tartesos.
Tras ser ceca romana, continuó acuñando moneda propia y llegó a ser la fábrica de moneda en la Cartaginense que más habitualmente emitía tras la capital, Toledo. Su moneda circuló por toda Hispania durante los reinados de monarcas como Recaredo, Witerico, Gundemaro, Sisebuto, Suintila, Sisenando, Egica y Witiza.
Obispado y Silla Pontifica
En la Hispania visigoda fue sede episcopal (Sede titular de Mentesa) de la Iglesia católica, sufragánea de la archidiócesis de Toledo que comprendía la antigua provincia romana de Carthaginense en la diócesis de Hispania.
Según Flórez, para quien la ubicación de Mentesa Bastia en La Guardia admite pocas dudas al igual que Rus Puerta; la extrema antigüedad cristiana y del obispado de Mentessa es constatada por la existencia de Prelado (heredado de los primeros varones apostólicos, visitada por San Cecilio por ejemplo) a pesar del gran número de persecuciones cristianas, y de una de las primitivas Sillas Pontificas de España a finales del siglo III. Estos hechos son probados, entre otras circunstancias, por la antigüedad del primer obispo cuyo nombre hay constancia en la ciudad, el obispo Pardo; el cual, según Loaysa o Surio y Mendoza entre otros, era el 7.º o 4.º respectivamente, obispo más antiguo de los asistentes al Concilio de Eliberri, como demuestra el orden en las firmas del concilio.

«[...]La antigüedad de la Silla sirve de confirmación muy urgente, viendo que es de las primitivas de España, como se prueba por hallarla con Obispo en el fin del Siglo tercero, pues uno de los que asistieron fue el Mentesano[...]» (sobre Pardo)
Flórez, Enrique (España sagrada)

Hospedando, según Ximena en Los anales de Jaén, una catedral con once obispos, hay constancia de que los mismos la representaron en al menos doce de los diferentes Concilios de Toledo entre los años 380 y 858. Este y el ser cabecera de diócesis, es un hecho que Rus Puerta adjudica a la Mentesa Oretana debido a la destrucción por Tariq de la villa en el siglo VIII.

Investigaciones posteriores al texto de Puerta como las del mismo Ximena Jurado o Enrique Flórez y siguientes en el siglo XX; los hallazgos arqueológicos que delatan la antigüedad y la relevancia de la Mentesa bastetana, y las referencias escritas posteriores a Mentesa (Bastia) tras su destrucción en el mismo siglo VIII; demuestran que, efectivamente, era Mentesa Bastia y no la Oretana a la que se referían los hechos y la cabecera de diócesis.
Algunos de dichos obispos fueron: Juan (589, III Concilio de Toledo en 6.º lugar por delante de 50 obispos); Jacobo (5.º de los 15 en el Gundemaro - 610); Emila (no Emiliano) y Cecilio (protagonista del secuestro bizantino y Sisebuto que se menciona a continuación) no alcanzaron a asistir por diversos motivos ningún concilio pasando ya a Jacobo II, que asistió al Concilio IV, V (26.ª firma) y VI (14.ª firma), 633, 636 y 638 respectivamente; Giverico (Giberico) al VII (646) al que no pudo asistir mandando al diácono Ambrosio; Froila en el VIII (653); Uvaldefredo (IX (655) y X por medio de un Abad 656).
Parece ser que el obispo Floro (San Floro) ocupó la Silla en la mencionada toma de la ciudad por Táriq ibn Ziyad, lo cual que encajaría con su supuesto martirio por los musulmanes y la ausencia de obispos en los concilios hasta el siglo IX. No obstante, Flórez duda de este supuesto, una vez más debido a los falsos cronicones.
Así, cierra el ciclo conocido de obispos mentesanos en los Concilios de Toledo, Abilonso, ya en el 858.

##### Cecilio de Mentesa
La importancia del Prelado de Mentesa (La Guardia de Jaén) en época visigoda, quizá por su ubicación fronteriza a la vez que por su comunidad judía, se pone de manifiesto también en la relación de Cecilio de Mentesa con el rey Sisebuto, de carácter marcadamente cesaropapista. Dicho carácter, es quizá la causa de que el monarca, «instruido y piadoso», dirigiera la primera ley del Liber Iudiciorum a tres obispos: Cecilio, Agapio de Tucci y de Córdoba, entre otros sacerdotes y jueces. Así mismo, la estrecha correspondencia que mantenía con el obispo mentesano, indica el interés del rey hacia Cecilio -o su jurisdicción- como demuestran los hechos de su secuestro.
El secuestro de Cecilio de Mentesa; mediación entre Cesáreo y Sisebuto
Según la mayoría de los autores a diferencia de José Orlandis; Cecilio en algún momento de su obispado, decide abandonar sus quehaceres pastorales para retirarse a un monasterio en el que acaba siendo Abad. Ya sea por propia iniciativa o por solicitud de Sisebuto, Cecilio le envía una carta explicándole los motivos de su retiro.
Sisebuto le contesta inmediatamente y le hace responsable de todo mal que acontezca en la zona por abandonar el pastor sus ovejas. Sea como fuere, Cecilio no vuelve aún a la Silla y poco tiempo después, Sisebuto acaba por llamarlo a su presencia para amonestarlo y avergonzarlo públicamente por su actitud, ordenándole además que vuelva a sus obligaciones para con sus fieles.
Según los autores mencionados anteriormente; en el viaje de regreso a Mentesa, el obispo es hecho prisionero por los soldados imperiales del patricio Cesáreo, que, ya sea por intenciones reales de paz o por necesidades bélicas (inmerso en dos frentes bélicos distintos, ávaros y visigodos), se apresura a ponerlo en libertad y lo insta a ejercer de mediador con una carta para Sisebuto que lleva a Toledo.
Parece ser que Cecilio regresa a Mentesa junto con un tal Ansemundo. Este se encarga de llevar la respuesta del rey al caudillo bizantino, dando lugar así al inicio de las negociaciones de paz entre bizantinos y visigodos.

Sería entonces cuando, según la versión de José Orlandis, el obispo de Mentesa recibiría la amonestación de Sisebuto por retirarse al monasterio aduciendo motivos de salud. Motivos que, según este autor, estarían causados por la impronta negativa que el cautiverio dejó en el obispo.
En cualquier caso y posteriormente, de Cecilio de Mentesa sólo se sabe que en el año 615 deja su obispado y le sucede Jacobo II.
En el 715, Mentessa tras ser, en palabras literales del arzobispo don Rodrigo, totalmente arruinada por Tariq en su marcha hacia Toledo, deja de ser sede episcopal y comienza el declive de la influencia mentesana.

##### Época árabe
Todas las fuentes árabes coinciden en que Mantisa ([Mantißa]) era una antigua ciudad, alta y fuerte, situada sobre buenas vegas de tierra muy fértil para cualquier cultivo y que poseía agua en abundancia.

Desde el punto de vista militar, era un bastión defensivo prácticamente inexpugnable, dada su ubicación coronando un promontorio (Cerro de San Marcos) y las sólidas defensas que poseía. Este hecho la convirtió en una posición estratégica muy importante, agravada a su vez por su estatus de etapa en la calzada que unía Acci (Guadix) a Cástulo y Aurgi (Jaén).
Esta relevancia se ve ilustrada en la Primera Crónica General cuando se menciona que Táriq ibn Ziyad, en la ocupación de la Península en el 711, dirigió su ejército expedicionario por dicha calzada romana, que iba desde Astigi (Écija) a Toledo, a través de Mentesa, tomándola y arrasándola por completo. Si bien ocurrió así, no fue destruida por completo ya que durante este siglo VIII sigue habiendo referencias a la misma.

###### Capital de la Cora de Yayyan
Ya en plena época de dominación árabe, Mantissa, la que según los autores árabes era una de las ciudades más antiguas de la Cora de Yayyan, adquiere de nuevo gran importancia al convertirse en capital de la misma (Wâdi ‘Abd Allâh). De hecho, «Guadualla» (también «Guadaandalla»), palabra que deriva de la pronunciación árabe, es una antigua finca en el término municipal de La Guardia, en las inmediaciones cercanas al «Caserío de Fontanares».
Hacia el año 741 cuando yunds sirios penetran en la península, en su término se asientan los clanes árabes de los Uqaylíes y Asadíes, descendientes del gobernador favorecido por Abderramán I de la kura de Yayyan, Al-Husayn, y que forman una minoría aristocrática gobernante frente al resto de la población indígena de la provincia jiennense.
Así, la hegemonía de la ciudad se consolida con la instalación en ella de las personalidades que tenían en poder y recobra parte de la influencia perdida con las primeras etapas de la ocupación árabe.
Pero la mezcla de clanes, las promesas de guerra, rencillas y venganzas, dan lugar a una etapa de enfrentamientos y belicismos internos. Es entonces cuando, según algunas fuentes, Táriq ibn Ziyad reconstruye y establece en realidad las primeras estructuras defensivas de su castillo; un emplazamiento que se vería abocado a soportar numerosos conflictos bélicos entre estos clanes árabes.
Ya en el siglo IX, en las crónicas de las sublevaciones muladíes dirigidas por el rebelde Umar B. Hafsun, se cita en varias ocasiones a La Guardia. Aunque descrita como una medina, las circunstancias posteriores la transformaron en una fortificación (hisn) debido al estado de guerra al que la sometió un descendiente de Al-Husayn, que guareció el cerro sobre el que se asentaba y se mantuvo independiente hasta ser desalojado por Abderramán III en el 913.
Sometida finalmente junto Sumuntan y el hisn cercano a Martos, Muntilun, a partir de entonces, Mantïssa prácticamente desaparece de las fuentes y deja su lugar a la vecina Jaén.
Estas situaciones y los cambios en la división administrativa posteriores durante los primeros siglos de la era musulmana, desencadenaron en el traslado final de la capital a Jaén en el Emirato de Córdoba de Abderramán II y con ello su etapa de declive definitivo.

##### La Reconquista
En 1244 Fernando III «El Santo» la conquista siendo desde esta fecha, intermitentemente, mora y cristiana hasta la caída de Granada.
De nuevo, La Guardia cobra gran importancia estratégica en la zona pues se convierte, una vez más, en un bastión defensivo fundamental para la defensa de Castilla en el valle del río Guadalbullón, desde el que se hace frente a las incursiones moras desde el Reino de Granada.
Durante los siguientes dos siglos y como consecuencia de los pactos de Fernando III y Muhammad I en las Capitulaciones de Jaén, la frontera nazarí quedaría establecida prácticamente en las murallas del castillo de La Guardia, entre la falda del Cerro San Cristóbal y la edificación defensiva. Así, La Guardia hace honor una vez más a su topónimo actual quedando emplazada junto con la vecina Pegalajar a guardar ese flanco de la frontera castellana hasta la Conquista de Granada a finales del siglo XV.
La historia bélica de La Guardia queda reflejada también en esta época en los romances fronterizos. Ejemplo de ello es uno de los muchos dedicados al siempre combativo obispo de Jaén Gonzalo de Zúñiga (más conocido como de Estúñiga), el Romance del Obispo don Gonzalo. Narra la batalla entre moros y cristianos ocurrida a las espaldas de La Guardia y su castillo, en la falda del cerro San Cristóbal, según Molina y Jurado el 17 de enero de 1425, día de San Antón cuando el obispo fue recibido por el señor de La Guardia, Rodrigo Mesía Carrillo, para combatir a los moros que a La Guardia habían llegado.
| «La seña que ellos llevaban - es pendón Rabo de Gallo, por capitán se lo llevan - al obispo D. Gonzalo, armado de todas armas - en un caballo alazano; todos se visten de verde - el obispo azul y blanco, al castillo de La Guardia - el obispo había llegado, saleselo a recibir - Mexía el noble hidalgo: -por Dios os ruego el obispo - que no pasedes el vado porque los moros son muchos - a La Guardia habían llegado. (etc.)» Olmo López: versión de Argote de Molina según Menéndez Pidal. | «[...]Las señas que ellos llevaban - es pendón, rabo de gallo; por capitán se lo llevan - al obispo don Gonzalo, armado de todas armas, - encima de un buen caballo;» ← todos se visten de verde - el obispo azul y blanco, «íbase para la Guarda,- ese castillo nombrado. Sáleselo a recibir - don Rodrigo, ese hijodalgo. -Por Dios os ruego, el Obispo, - que no pasedes el vado, porque los moros son muchos - que a la Guarda habían llegado: [...]» Versión en Wikisource. |

*Las diferencias a destacar son las adaptaciones de Olmo López de: La Guardia, en Wikisource la Guarda; y la de Rodrigo Mexía, en Wikisource simplemente Rodrigo, además del verso omitido sobre las vestiduras.

Con la Conquista de Granada y la pérdida del valor de La Guardia como posición estratégica y defensiva, comienza su etapa de paz mientras se sumerge en la Edad Moderna, a la vez que desaparece definitivamente su relevancia en la zona.

#### Edad Moderna
En los albores de la Edad Moderna, La Guardia aparece hacia 1340 (testamento) como propiedad de don Lope Díaz de Baeza, también llamado Lope Ruíz de Baeza y Haro, ricohombre de Castilla hijo de don Juan Ruíz de Baeza (señor de La Guardia y Bailén [Juan Rodríguez de Baeza, señor de Campos e Bailen] y descendiente de Lope López el Chico), quien establece mayorazgo en ella. El mayorazgo se mantiene hasta el desenlace de la primera guerra civil castellana, cuando Enrique II de Trastámara despoja del título al tercer señor de La Guardia, don Lope Díaz de Baeza (también conocido como Lope Díaz de Baena y Haro) por posicionarse a favor de su hermanastro Pedro I de Castilla el Cruel. Un título que más tarde le es restituido por influencia de su suegro, el ancestro de El Gran Capitán, Gonzalo Fernández de Córdoba, III Señor de Cañete y I de Aguilar, dado su matrimonio con Urraca Alonso Fernández de Córdoba.
Según Argote de Molina, a falta de más datos -no tiene acceso al testamento de Lope Díaz de Baeza-, el término y su castillo es cedido por el rey a Ruy González Messía (Ruy Gonçalez Mexia) al casarse con la hija de Lope Díaz (Leonor Fernández de Córdoba), ya que este último no tuvo descendencia masculina y el término era una varonía.
Se inicia así la tutela de la familia de Mexía (o Messía), cuya historia se mantendrá ligada a la de La Guardia durante muchos años más hasta la desaparición de los señoríos.
La fecha de 1566 aparece en casi todas las representaciones artísticas bien conservadas a partir del siglo XVI, por ser la fecha en que el caballero Gonzalo Messía Carrillo se hacía con el marquesado de la villa por orden de Felipe II.

## Patrimonio histórico y monumental
La Guardia de Jaén, gracias a su herencia histórica y cultural, cuenta con diversos lugares y monumentos de interés cultural integrados dentro del Patrimonio Histórico Andaluz, y que pertenecen a épocas tan distintas como culturas poblaron sus tierras. Su patrimonio histórico abarca desde los primeros asentamientos humanos en el Neolítico, la Edad Antigua (íbera y romana), Edad Media y el Renacimiento, hasta prácticamente la época actual.
Está englobada en la ruta cultural Ruta de los Nazaríes. Cabe destacar, que estos espacios culturales, además de ser puntos culturales abiertos al público y de acceso gratuito, pueden ser visitados mediante «Jornadas de Puertas abiertas», en las que los viajeros y turistas realizan visitas guiadas dirigidas al público en general, a algunos de los diferentes bienes culturales con los que cuenta la localidad.

### Hallazgos arqueológicos
La mayoría de los numerosos hallazgos arqueológicos de la zona se encuentran en el Museo Provincial de Jaén, gran parte de ellos datados en época íbera, lo cual convierte a La Guardia en una de los yacimientos más importantes de la provincia en este sentido. Algunos de los descubrimientos más importantes residen actualmente en distintos lugares de la geografía nacional o incluso internacional como en Alemania. La mayoría de representaciones epigráficas de época romana (M. de Góngora) se encuentran en el Museo Arqueológico Nacional de Madrid.
Muchas de estas inscripciones fueron usadas en las casas de los vecinos de la localidad durante el siglo XX, y anteriormente en los edificios más relevantes como el «Convento de los Dominicos». Otros hallazgos simplemente pasaban a formar parte de colecciones particulares, se vendían o se regalaban por quienes las encontraban o por las personas de cierto poder en el municipio. Así, muchos de estos hallazgos se encuentran en lugares tan insospechados como puede ser una casa particular de Málaga (Rincón de la Victoria).

Otros en cambio fueron donados a diferentes organizaciones, en ocasiones para una mejor tutela como es el caso del Instituto de Estudios Giennenses y la «Fuente de María Magdalena del Convento de los Dominicos» sita en la Diputación Provincial de Jaén, cuyos integrantes llevaron a cabo una gran labor de investigación en la localidad a mediados del siglo pasado especialmente.

### Monumentos
En su término municipal cuenta con 35 Bienes de interés cultural, tres de ellos declarados, destacando el Antiguo Convento de los Dominicos por la obra de Andrés de Vandelvira especialmente.

#### Antiguo Convento de Santo Domingo

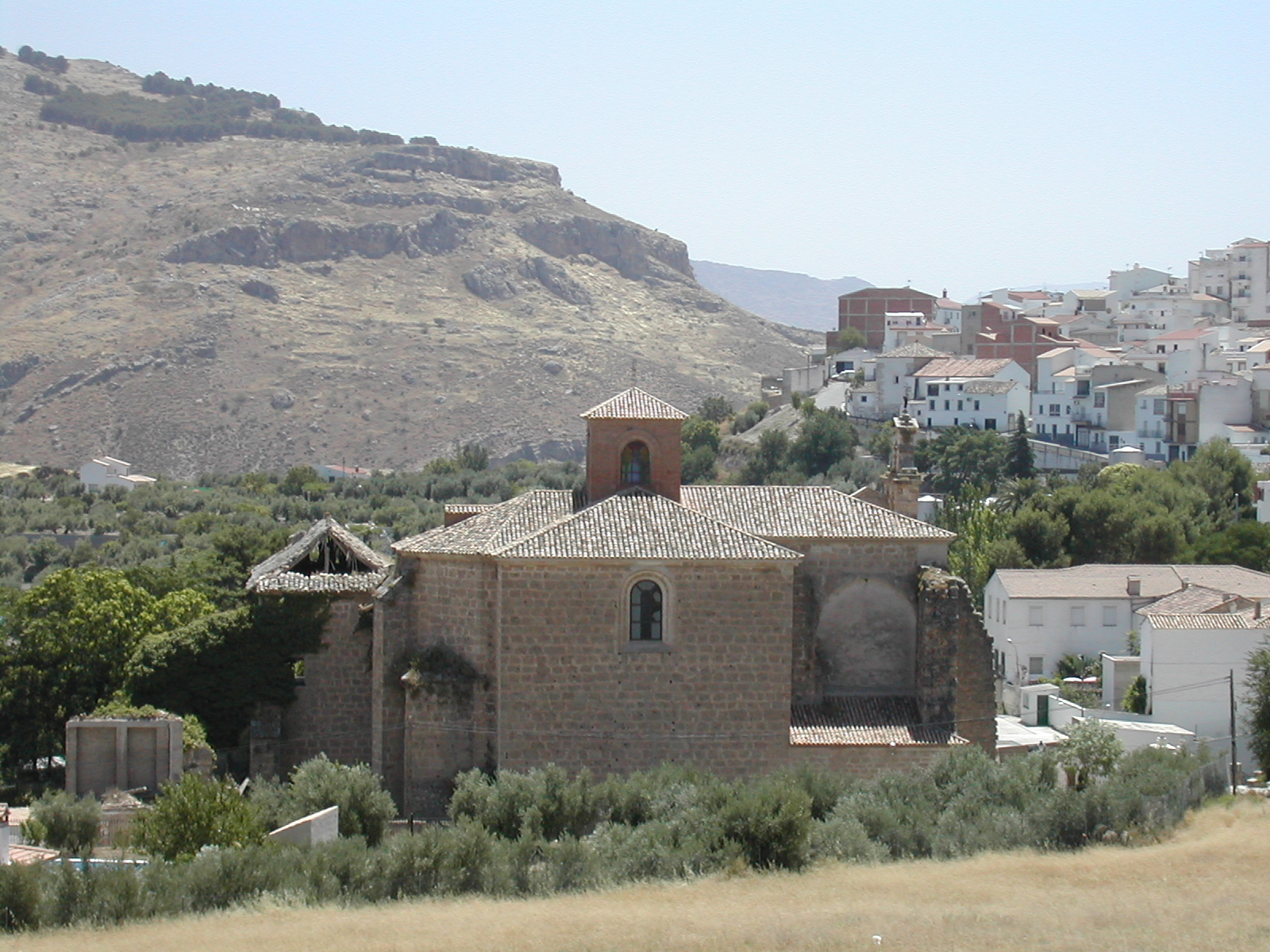
Convento de los Dominicos.

Otro de sus lugares de interés cultural es el «Antiguo Convento de Santo Domingo» —dónde se emplaza actualmente la «Iglesia de Nuestra Señora de la Asunción»— del cual según el contrato que la investigadora María Soledad Lázaro Damas dio a conocer y el «Tratado de Cortes de Piedra» de Alonso de Vandelvira:

«[...]la Capilla Mayor de la iglesia, la cabecera con los dos colaterales y las paredes del quarto (dependencias conventuales)[...]»
Pedro Galera Andreu - Colegio oficial de Arquitectos de Jaén

 eran encargadas en 1542 a Andrés de Vandelvira, el arquitecto de la catedral de Jaén.

Por lo tanto, es una de las muestras más destacadas del Renacimiento de la provincia y así mismo se encuadra en la ruta turística Ruta del Renacimiento.

#### Castillo de La Guardia de Jaén

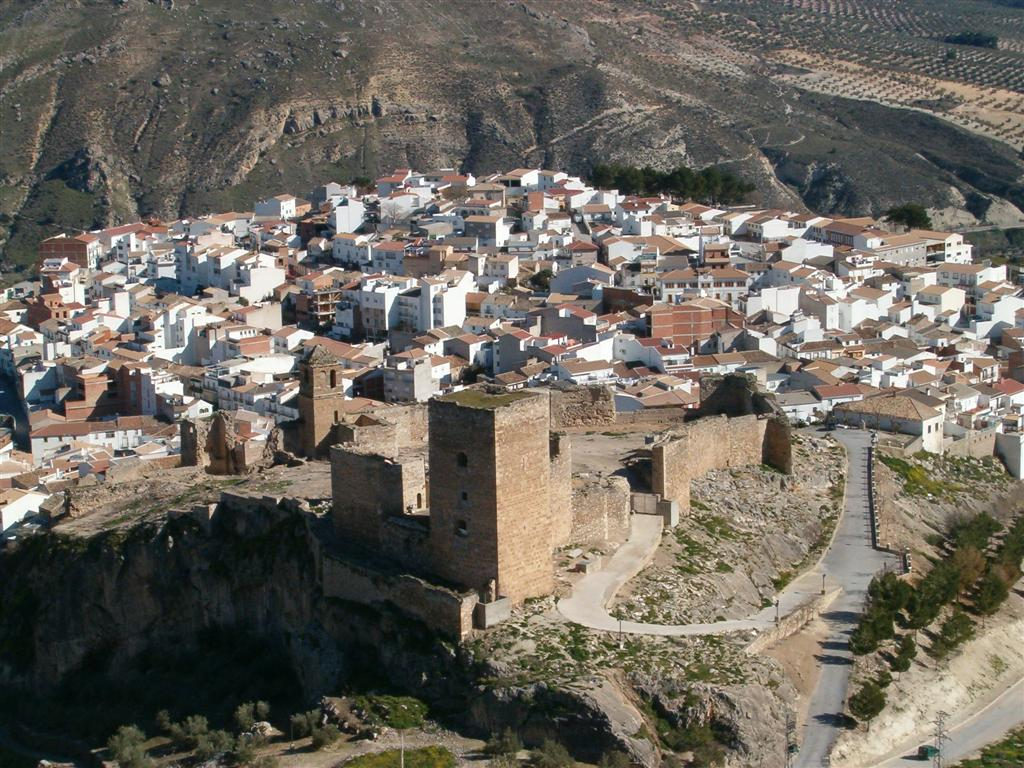
Castillo de La Guardia de Jaén.

Este castillo, que algunos historiadores han identificado como [Qal’a Hazm, Hisn al-Qal’a], concedido por Ardabasto, hijo de Witiza; es una fortaleza de considerables dimensiones que se alza imponente sobre el casco urbano actual desde cualquier perspectiva alejada de la localidad.
Desde su Torre del homenaje, una impresionante panorámica muestra Sierra Mágina, Sierra Morena y los campos de la Loma.
Construido posiblemente sobre un oppidum íbero-romano, la mayor parte de su estructura defensiva fue construida en época de Al-Ándalus, con remodelaciones posteriores, principalmente del alcázar, para servir de residencia señorial o palaciega en los siglos XV y XVI, datación de su actual configuración.

#### Plaza de Isabel II
La «Plaza de Isabel II» es otro de los enclaves culturales e históricos importantes de La Guardia en relación, sobre todo, al Renacimiento. El conjunto histórico fue construido para ilustrar la grandeza del marquesado recién concedido por Felipe II (1566) al primer marqués de La Guardia, Gonzalo Messía Carrillo de Fonseca, hijo de Rodrigo Messía Carrillo, mecenas (entre otras obras) del Palacio de La Salina (sede de la Diputación Provincial de Salamanca).
En el conjunto destaca la «Fuente de los Cinco Caños» (o de la Plaza de Isabel II) con sus 5 caños de bronce construida en el siglo XVI. Una fuente que antaño usaba el agua del antiguo manantial del que hablan escritos como los de Plinio o árabes.
En este mismo lugar también se ubica la «Fuente de María Magdalena», una fuente central rematada por una virgen sedente —representación sentada— que originariamente pertenecía al Convento de los Dominicos de La Guardia y que fue trasladada a esta plaza al convertirse La Guardia en marquesado en 1566.
Dicha fuente, en la actualidad es una réplica ya que la original se halla en el patio del Palacio Provincial de Jaén, condición ésta indispensable cuando fue cedida al Instituto de Estudios Giennenses en agradecimiento a los estudios realizados en el municipio.
Para completar el conjunto de la plaza de Isabel II, preside la zona la casa solariega edificada en 1813 por la familia de Ochoa, que dio para esta villa tan ilustres escritores como José Augusto de Ochoa y Montel y Eugenio de Ochoa, ambos hijos de Cristóbal de Ochoa y Vílchez.

### Yacimientos arqueológicos
Como emplazamientos arqueológicos en la zona cabe destacar:
Cueva CabreraPrimeros asentamientos humanos, 4.000 años antes de Cristo.
Ejido de las Eras de San Sebastián.
BarranquilloDiferentes necrópolis íberas y romanas.
Cerro Salido y Cerro de las CovachuelasEnterramientos antropomórficos visigodos.
Castillo de La GuardiaDonde en los años 1990, tras un proyecto de restauración, se hallaron otros enterramientos cerca de la capilla —de la iglesia de Santa María— levantada con la remodelación del castillo para la residencia del Marquesado de Gonzalo Messía Carrillo.

## Organización político-administrativa

### Elecciones municipales
| Elecciones municipales desde 1979                     |      |      |      |      |      |      |      |      |      |      |      |      |
|                                                       | 1979 | 1983 | 1987 | 1991 | 1995 | 1999 | 2003 | 2007 | 2011 | 2015 | 2019 | 2023 |
| AP/PP                                                 | -    | 4    | 3    | 4    | 3    | 5    | 6    | 6    | 6    | 6    | 5    | 8    |
| PSOE                                                  | 5    | 5    | 6    | 5    | 5    | 6    | 5    | 4    | 3    | 3    | 5    | 5    |
| Vox                                                   | -    | -    | -    | -    | -    | -    | -    | -    | -    | -    | -    | 0    |
| JM+                                                   | -    | -    | -    | -    | -    | -    | -    | -    | -    | -    | -    | 0    |
| PCE/IU                                                | 0    | 0    | 0    | 0    | 1    | 0    | -    | 0    | 0    | 0    | -    | -    |
| Cs                                                    | -    | -    | -    | -    | -    | -    | -    | -    | -    | -    | 1    | -    |
| UUG                                                   | -    | -    | -    | -    | -    | -    | -    | 1    | 2    | 2    | -    | -    |
| RISA                                                  | -    | -    | -    | -    | -    | -    | -    | -    | 0    | 0    | 0    | -    |
| UPyD                                                  |      | -    | -    | -    | -    | -    | -    | -    | -    | 0    | -    | -    |
| UCD                                                   | 4    | -    | -    | -    | -    | -    | -    | -    | -    | -    | -    | -    |
| En negrilla el partido más votado                     |      |      |      |      |      |      |      |      |      |      |      |      |
| Fuente:Datos de las elecciones municipales desde 1979 |      |      |      |      |      |      |      |      |      |      |      |      |

### Alcaldía
| Periodo   | Nombre                                                                | Partido |
| --------- | --------------------------------------------------------------------- | ------- |
| 1979-1983 | Mariano Guzmán Domínguez                                              | PSOE    |
| 1983-1987 | Manuel Jódar Aparicio                                                 | PSOE    |
| 1987-1991 | Jacinto López Ortega                                                  | PSOE    |
| 1991-1995 | José María Salas Cobo                                                 | PSOE    |
| 1995-1999 | José María Salas Cobo                                                 | PSOE    |
| 1999-2003 | Juan Ramón Romero Jurado                                              | PSOE    |
| 2003-2007 | Juan Morillo García                                                   | PP      |
| 2007-2011 | Juan Morillo García                                                   | PP      |
| 2011-2015 | Juan Morillo García                                                   | PP      |
| 2015-2019 | Juan Morillo García                                                   | PP      |
| 2019-2023 | Juan Jesús Torres Jiménez (2019-2020) Juan Morillo García (2020-2023) | PSOE PP |
| 2023-act. | Juan Morillo García                                                   | PP      |

## Demografía
Contaba con una población de 4931 habitantes (INE 2017), 2488 hombres y 2407 mujeres. Actualmente tiene una población de 5218 habitantes (INE 2024).
| Gráfica de evolución demográfica de La Guardia de Jaén entre 1842 y 2021 |
| |
| Población de derecho según los censos de población del INE. Población de hecho según los censos de población del INE.En estos censos se denominaba La Guardia: 1842, 1857, 1860, 1877, 1887, 1897, 1900 y 1910. |

Desde 2004 aproximadamente, la periferia del municipio se ha convertido en una importante zona residencial para los habitantes de la capital, con dos núcleos de urbanizaciones: La Yuca, Altos del Puente Nuevo, Ciudad Jardín Entrecaminos (1689 hab. -2007-) al margen del núcleo tradicional del pueblo que sigue albergando la mayor parte de la población (1.989 hab. -2007-).

El aumento de población en zonas residenciales incrementa el estatus de La Guardia como ciudad dormitorio de Jaén capital en pleno proceso de expansión. Prueba de ello es que La Guardia era en 2007 el único municipio de la provincia de Jaén que había aumentado su población más de un 30% en los últimos nueve años.

### Economía
No obstante, la incipiente industrialización del municipio y del comercio local siguen creciendo en favor una economía más independiente de la capital. La puesta en marcha en el año 2007 del polígono industrial de La Guardia y el aumento de actividad en sectores como el comercio, la construcción o los servicios (hostelería...) son los principales motores que empujan la nueva economía de La Guardia.

## Personas notables
La Guardia también fue cuna de algunas importantes personalidades tales como:
Los obispos de su época más relevante, la romana y visigoda, como:
Pardo (Pardo el de Mentesa)uno de los obispos más antiguos asistentes al Concilio de Iliberis o Iliberri (Granada).
Cecilio (Cecilio de Mentesa)en ocasiones llamado, quizá erróneamente, Cecilio de Montiel por ser de Mentesa, cuando la mayoría de historiadores concuerdan en que dicha Mentesa es la romana Mentesa Bastia (o Montija visigoda), citado como tal ya en una época tan temprana de los escritos históricos como la de Enrique Flórez en su España Sagrada (siglo XVIII).
San Floro (683-693)mártir de la Iglesia católica aunque no en la opinión de Enrique Flórez.

Rodrigo Messía CarrilloSeñor de La Guardia mencionado en el Romance de don Gonzalo.
Agustín Messía Carrillo y Manrique de Lara (* 1555; † Madrid, 11 de marzo de 1629)Nacido en La Guardia, era hijo de Gonzalo Messía Carrillo, I Marqués de La Guardia.
Caballero de la Orden de Santiago, comendador de Alhange y militar a las órdenes de Felipe II como capitán de infantería en los Tercios de Flandes. Allí promocionó como «Maestre de Campo General» en la Jornada de Inglaterra —intento de invasión de Inglaterra por la Armada Española—, lo fue más tarde de los Estados de Flandes, gobernador de Amberes y Ostende y Castellano de Amberes, entre otros cargos importantes.
En 1588 embarcó un Tercio (en su mayoría levantado en Jaén) quedando al mando del São Luís (San Luis) en la escuadra portuguesa de la «La Invencible».
Por último, fue «Maestre de Campo General de España» (1609), Capitán General de la Armada (1625) y Consejero de Estado de Felipe III (1621-1629).
Entre otras campañas bélicas en Flandes como el sitio de Ostende y resto del extranjero, es conocido también por dirigir las tropas de la Expulsión de los moriscos en 1609, el lienzo de Jerónimo Espinosa «Rebelión de los moriscos en la sierra de Laguar» (1612-1613) es la única obra que lo representa gráficamente.
José Augusto de Ochoa y Montel, hijo de Eugenio de Ochoaescritor romántico de obras con una técnica admirable, algunos ejemplos son: «El huérfano de Almoguer», y «Don Beltrán» recopilaciones de leyendas medievales, esta última muy relacionada con leyendas de La Guardia.
Enrique González Duro (1939-)Psiquiatra, profesor universitario y escritor español.
José María Guerrero Medina (1944-)Pintor expresionista y autodidacta perteneciente a la generación vanguardista de artistas de la posguerra española.

### Que extienden la información
- Fotografías de las inscripciones de La Guardia en el sitio web del CIL II de la Universidad de Alcalá de Henares.
- Inscripciones de La Guardia en el sitio web del proyecto Hispania Epigraphica, también de la Universidad de Alcalá de Henares.

### Institucionales u oficiales
- Sitio web oficial del Ayuntamiento de La Guardia de Jaén.
- Cuenta oficial en X (antes Twitter) del Ayuntamiento de La Guardia de Jaén.
- Cuenta oficial en Facebook del Ayuntamiento de La Guardia de Jaén.
- La Guardia de Jaén en YouTube.
- Patrimonio cultural de La Guardia de Jaén en la Guía Digital del Patrimonio Cultural de Andalucía. Instituto Andaluz del Patrimonio Histórico

- Datos: Q1645543
- Multimedia: La Guardia de Jaén / Q1645543